# Platymiscium
Platymiscium ist eine Pflanzengattung in der Unterfamilie der Schmetterlingsblütler (Faboideae) innerhalb der Familie der Hülsenfrüchtler (Fabaceae). Die etwa 33 Arten sind in Zentral- sowie Südamerika weitverbreitet und einige Arten sind Endemiten. Das Holz wird vor allem lokal vielfältig genutzt, besonders für Möbel, Fußböden und Musikinstrumente.

## Beschreibung

### Erscheinungsbild und Rinde
Bei den Platymiscium-Arten handelt es sich meist um laubabwerfende, mittelgroße bis große Bäume, die Wuchshöhen von 7 bis 33 Metern und Stammdurchmesser von 5 bis 120 Zentimetern erreichen. Die kleinsten Exemplare wurden von Platymiscium albertinae mit maximalen Wuchshöhen von 6 Metern berichtet; die höchsten Exemplare gibt es bei Platymiscium trinitatis, Platymiscium stipulare, Platymiscium pinnatum, Platymiscium darienense und Platymiscium dimorphandrum. Bei Platymiscium filipes gibt es neben den Bäumen auch kletternde und strauchige Wuchsformen. Besonders bei Platymiscium pinnatum gibt es Brettwurzeln. Die Baumkronen sind meist ausgebreitet und offen, manchmal sind sie kompakt und rund oder verkehrt-konisch.
Die Rinde ist bei jungen Exemplaren zunächst nahezu glatt bis leicht gefurcht ausgeprägt. Es können Lentizellen vorhanden sein. Daraus entwickelt sich eine Schuppenborke.

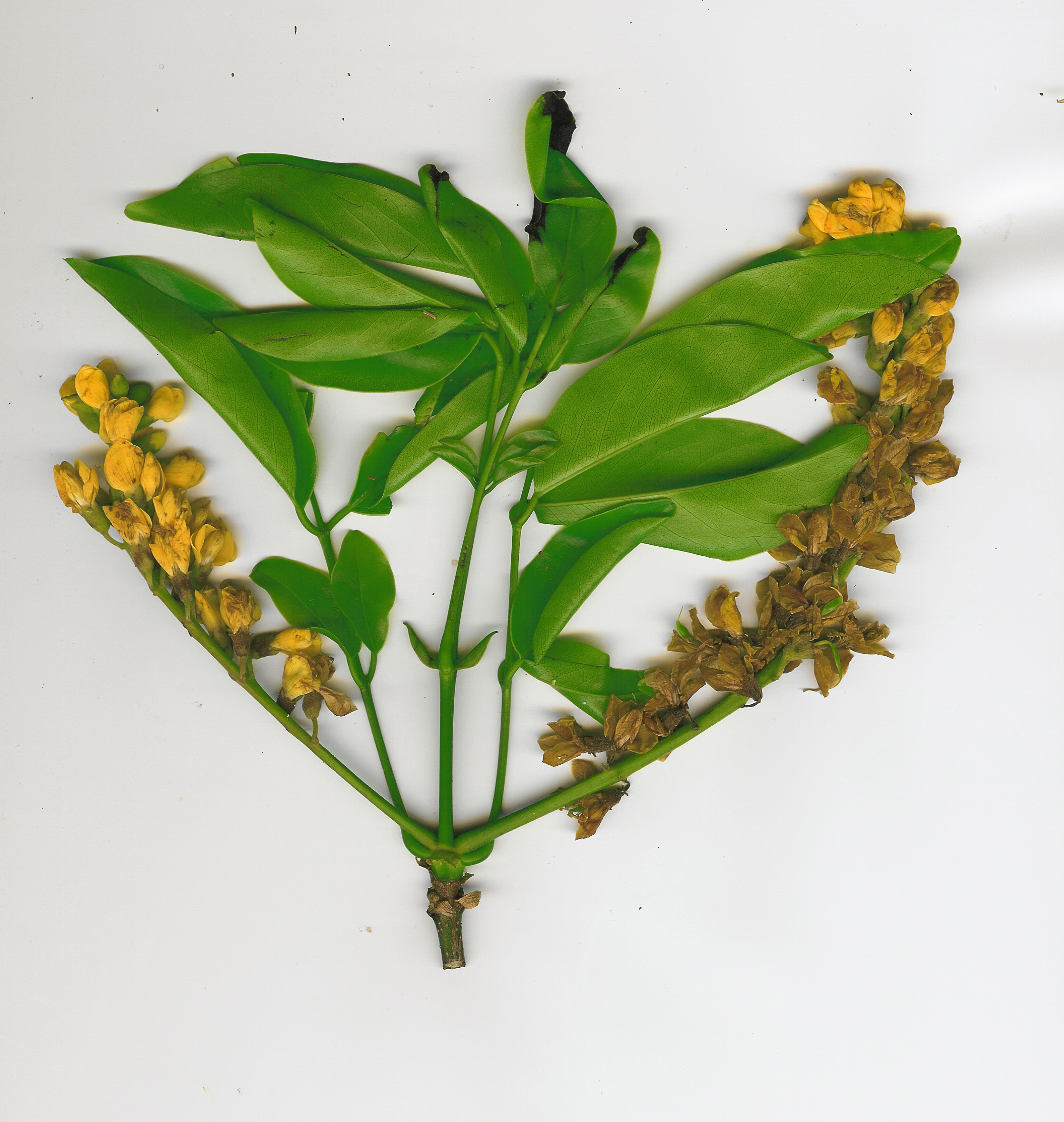
Zweig mit Interpetiolarstipeln, gegenständigen, gefiederten Laubblättern und seitenständigen Blütenständen von Platymiscium stipulare

### Blätter
Eine Besonderheit innerhalb der Familie der Hülsenfrüchtler sind die bei Platymiscium gegenständig oder in dreizähligen Wirteln angeordneten Laubblätter. Gegenständige Laubblätter kommen an ausgewachsenen Exemplaren innerhalb dieser Familie sonst nur bei wenigen weiteren Arten, wie Caesalpinia oppositifolia und Taralea oppositifolia vor. Bei Sämlingen der Tribus Dalbergiea sind gegenständige Blätter dagegen nicht so selten. Bei einem Teil der Arten sind in den Blattachseln Trichome vorhanden.
Die Laubblätter sind in Blattstiel und Blattspreite gegliedert. Die Blattspreiten sind unpaarig gefiedert. Nur bei Sämlingen ist das Blatt auf ein Blättchen reduziert. Die Laubblätter enthalten drei bis elf Fiederblättchen, die immer gegenständig an der Blattrhachis angeordnet sind. Nur bei den beiden Arten Platymiscium parviflorum und Platymiscium trifoliolatum sind lediglich drei Fiederblättchen vorhanden; bei allen anderen sind es mehr. Die Form und Größe der Fiederblättchen ist je nach Art unterschiedlich, aber auch an einem Individuum sind sie oft vom Jugendstadium bis zum blühfähigen Alter sehr verschieden. Zum Bestimmen der Arten ist von Bedeutung, ob die Fiederblättchen dick und ledrig oder dünn und häutig sind. Die Endfiedern können viel größer oder gleich groß wie die Seitenfiedern sein. Je nach Art/Unterart können die Unterseiten der vollentwickelten Fiederblättchen kahl oder behaart sein.
Bei einigen Arten kommen an der Blattrhachis Nebenblättchen vor und bei manchen sind in den Achseln der Fiederblättchen Haarbüschel vorhanden, die wohl umgebildeten Nebenblättchen sind und als Futterkörperchen dienen.
Eine weitere Besonderheit stellen die Interpetiolarstipeln dar, die es innerhalb der Fabaceae nur in der Gattung Platymiscium gibt. Die Interpetiolarstipeln sind entweder nur an ihrer Basis verwachsen und länglich (beispielsweise bei Platymiscium pubescens) oder vollständig verwachsen und dann schmal-dreieckig (bis zu 25 Millimeter lang bei Platymiscium stipulare) bis breit-eiförmig.

### Blütenstände und Blütenstiele
Platymiscium-Arten bilden seitenständige, manchmal im jüngsten Knoten des Zweiges stehende und deshalb endständig wirkende, hängende oder aufrechte, traubige Blütenstände, die meist einfach oder selten in zusammengesetzten rispigen Gesamtblütenständen zusammengefasst sind. Wenn die Blütenstände hängen, dann sind die Blüten gedreht (pseudoresupinat), damit Fahne unten ist. Die Blütenstände stehen je nach Art einzeln oder zu wenigen bis maximal zu zehnt in der Blattachseln. Je nach Art enthalten die Blütenstände 10 bis 130 Blüten, die meist spiralig, selten unregelmäßig oder gar in Wirteln an der Blütenstandsachse angeordnet sind. Je nach Art sind die Blütenstandsachsen kahl oder behaart (Indument). Die Trag- und Deckblätter sind winzig bis groß und können früh abfallen oder haltbar sein. An der Basis jeden Blütenstiele ist immer ein Tragblatt vorhanden. Am oberen Ende jeden Blütenstieles sind immer zwei gegenständige Deckblätter vorhanden. Je nach Art sind Trag- und Deckblätter unterschiedlich geformt von schmal-dreieckig (Platymiscium filipes) bis eiförmig (Platymiscium pinnatum subsp. polystachyum), länglich (Platymiscium gracile), schmal-dreieckig oder verwachsen und kapuzenförmig bei Platymiscium calyptratum; sie sind breit-länglich mit zugespitztem oberen Ende beiPlatymiscium trifoliolatum oder deutlich spatelförmig bei Platymiscium stipulare. Die Trag- und/oder Deckblätter können nach der Anthese haltbar sein.

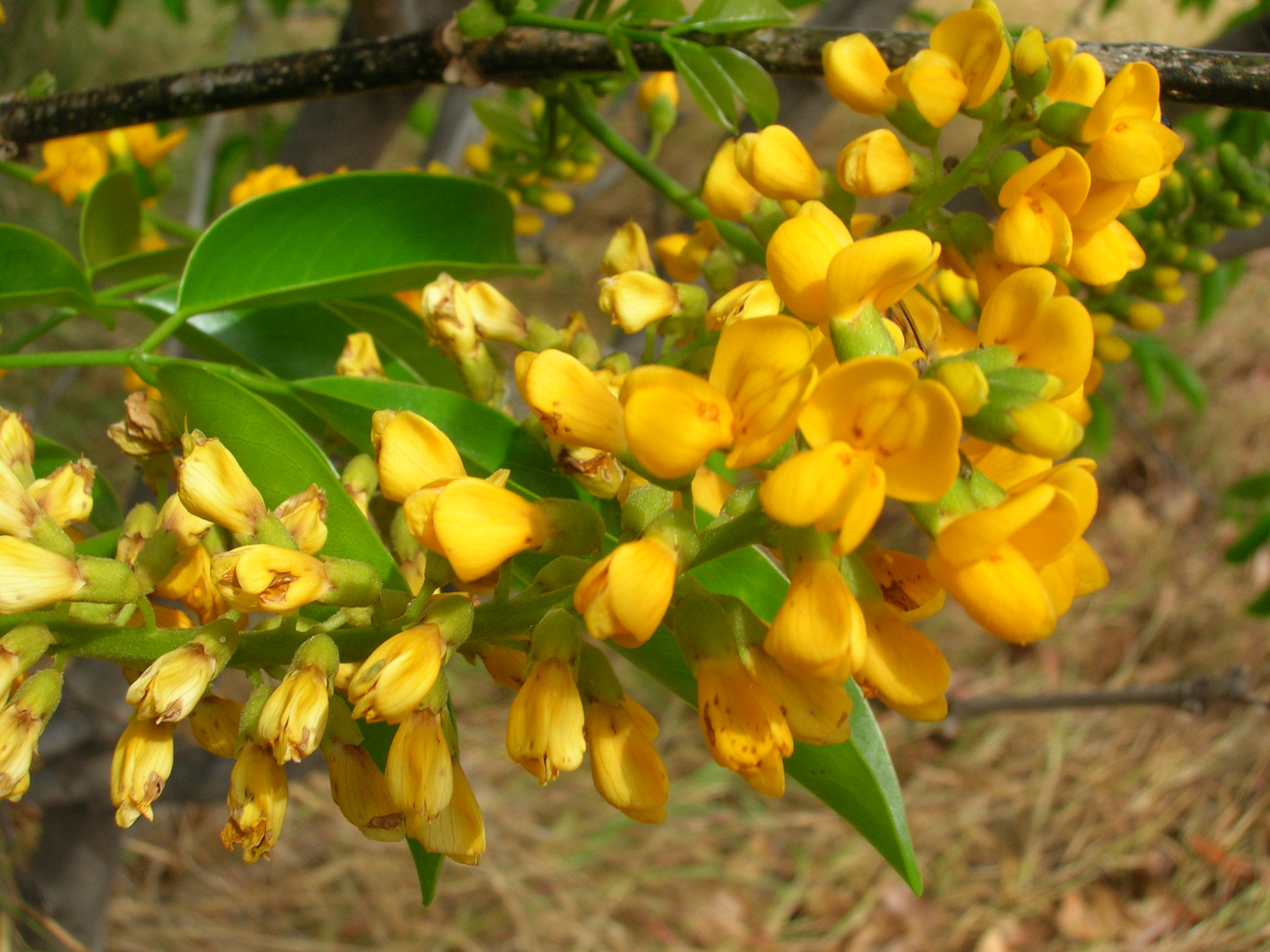
Blütenstand mit gestielten, zygomorphen Blüten, mit Kelch und gelber Krone von Platymiscium stipulare

Die Blüten sind gestielt bis fast sitzend. Die Blüten blühen immer akropetal, also von unten nach oben im Blütenstand auf. Bei allen Arten sind Blütenstiele vorhanden, sie sind an der Basis des Blütenkelches gegliedert. An der Basis des Blütenstieles sind bei manchen Arten Haarbüschel vorhanden, die Funktion von Futterkörperchen besitzen.

### Blüten
Die meist duftenden, zwittrigen Blüten sind zygomorph und fünfzählig mit doppelter Blütenhülle. Die Blüten sind 5 bis 18  Millimeter lang, wobei man die Arten grob in eine Gruppe mit Blüten, die kleine als 10 Millimeter und eine mit solchen, die größer als 10 Millimeter sind. Es ist ein kurzer Blütenbecher (Hypanthium) vorhanden in der Nektar aus den Nektarien sezerniert wird.
Die fünf meist grünen Kelchblätter sind unterschiedlich stark verwachsen, wobei die zwei oberen stärker verwachsen sind als die drei unteren. Der Blütenkelch ist stabil und kahl oder
verkahlt bis zart und behaart. Die fünf Kelchzähne sind meist an ihren Rändern bewimpert. Bei Platymiscium hebestachyumis
ist der Kelch meist außen kahl und innen behaart.
Die fünf Kronblätter sind in der typischen Form der Schmetterlingsblüte angeordnet. Die Farben der Kronblätter reichen von hellgelb (Platymiscium pubescens) bis dunkel-orangefarben (Platymiscium speciosum). Bei den meisten Arten besitzt die Fahne ein basales oder zentrales kastanienbraunes oder rotes fleckenförmiges Saftmal; es fehlt nur bei Platymiscium curuense, Platymiscium jejunum und Platymiscium yucatanum. Meist ist die Fahne vor der Anthese zurückgebogen um das Saftmal zu präsentieren. Bei allen Platymiscium-Arten sind die beiden Flügel frei vom Schiffchen. Die Flügel bilden eine Struktur, die man als Landeplattform für die bestäubenden Bienen bezeichnen kann. Die beiden Kronblätter, die das Schiffchen bilden sind auf der Hälfte ihrer Länge am unteren Rand verwachsen; der freie Bereich ist am unteren Rand manchmal bewimpert.
Alle zehn Staubblätter sind untereinander verwachsen; manchmal ist ein Staubblatt bis fast bis zur Basis frei, aber nie ganz frei. Bei allen südamerikanischen Arten sind die Staubbeutel gleich lang, aber bei sieben zentralamerikanischen und mexikanischen Arten wechseln lange mit kurzen Staubbeuteln ab.
Die Pollenkörner Platymiscium-Arten sind tricolporat und mit 16 bis 17 × 15 bis 16 µm relativ klein. Die Exine ist gleichmäßig netzartig strukturiert.
Das gestielte, einzige Fruchtblatt ist oberständig. Die Fruchtblätter können kahl oder behaart sein; oder sie sind nur an der Naht behaart. Jedes Fruchtblatt enthält meist nur eine Samenanlage. Der etwas sichelförmige Griffel läuft in eine kleine undifferenzierte Narbe aus.

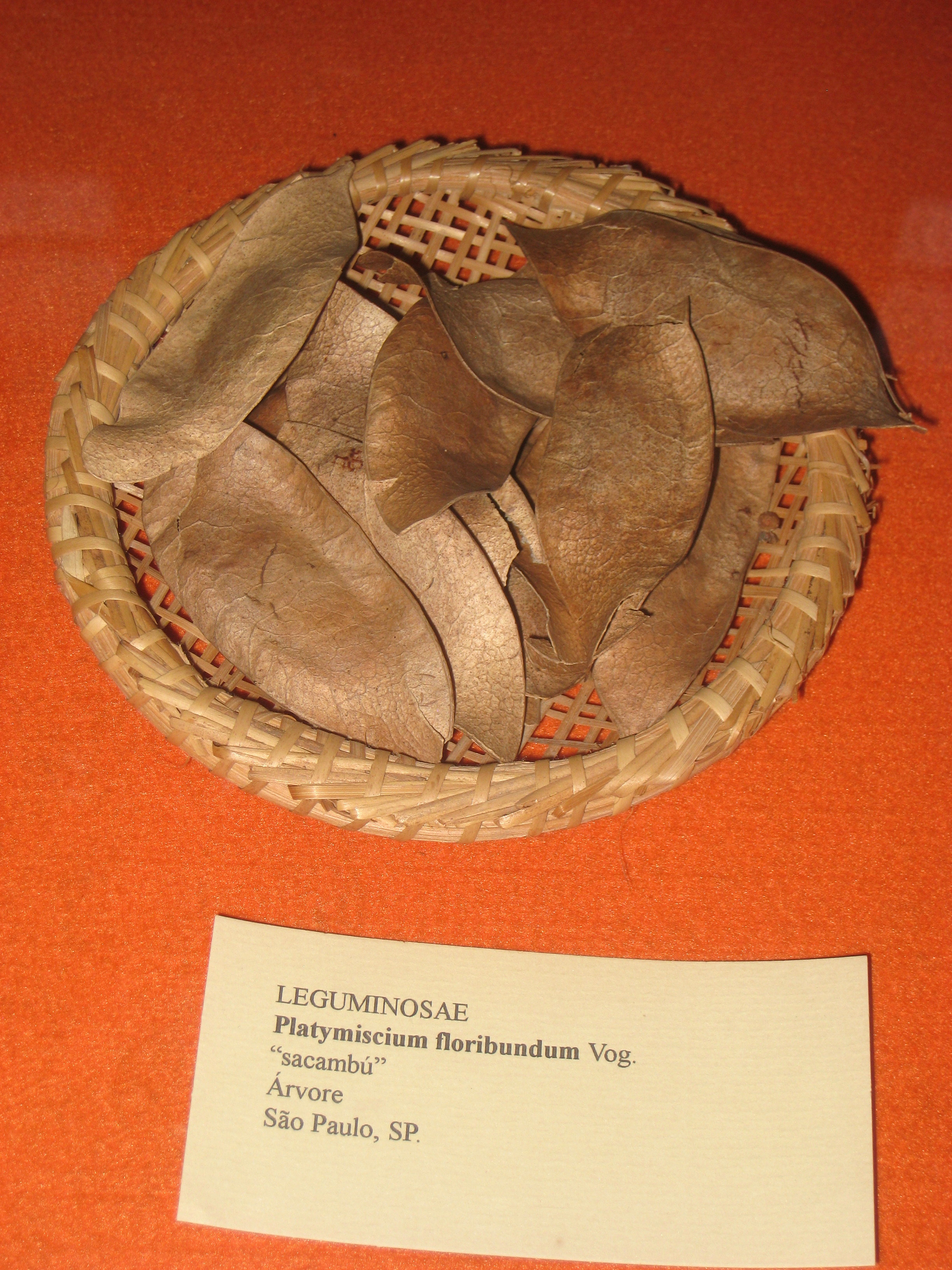
Geflügelte Früchte (Samara) von Platymiscium floribundum

### Früchte und Samen
Die Größe der Frucht variiert je nach Art, während die kleinste von Platymiscium yucatanum etwa 4 Zentimeter lang sowie 1,25 Zentimeter breit ist, erreicht die größte von Platymiscium dariense eine Länge von etwa 18 Zentimetern sowie eine Breite von etwa 8 Zentimetern. Die Frucht (Samara) ist geflügelt. Der einzige Samen sitzt bei der Platymiscium-Frucht zentral in einem Exocarp. Das pergamentartige und matte bis harte und glänzende Exocarp ist schmal bis breit elliptisch oder eiförmig. Jedoch sind die Samara der beiden Arten Platymiscium pubescens und Platymiscium filipes nierenförmig, sichelförmig. Bei Fruchtreife sind die Samara der meisten Arten kahl, aber bei wenigen Arten bleiben sie behaart.
Der Samen ist bei einer Länge von bis zu 3 Zentimetern sowie einem Durchmesser von 1,5 Zentimetern nierenförmig. Die Samenschale (Testa) ist dünn und pergamentartig.

## Phänologie
Die Blütezeit aller Platymiscium-Arten liegt üblicherweise am Ende der Trockenzeit. Jedes Exemplar blüht 10 bis 15 Tage lang. Auf einigen Herbarbelegen ist eingetragen, dass die Bäume reichblütig sind oder dass blühende Exemplare einen schönen Anblick aus der Entfernung bieten.
In der Trockenzeit kommt es etwa 14 Tage vor der Blütezeit zum Laubfall. Auch etwa zur gleichen Zeit werden die Früchte über den Wind verbreitet. Die Früchte sind etwa zwei Monate nach der Befruchtung erkennbar; die Reifezeit der Früchte liegt fünf bis sechs Monate später. Die Samen vergrößern sich erst spät während der Fruchtentwicklung. Bei den meisten Arten werden während der Blütezeit neue Laubblätter gebildet; nur Platymiscium trifoliolatum, Platymiscium hebestachyum und Platymiscium jejunum blühen während die Laubblätter voll entwickelt sind. Variationen und Überschneidungen in der Phänologie sind innerhalb einer Population nicht selten.

## Ökologie
Platymiscium-Arten sind Phanerophyten.
Platymiscium ist eine der wenigen Gattungen der Fabaceae die eine Lebensgemeinschaft mit Ameisen aufweisen. Einige Arten der Gattung Platymiscium sind mit Ameisen vergesellschaftet (Myrmekophylaxis). Die Pflanzen bieten den Ameisen Lebensraum in hohlen Internodien und bei wenigen Arten Zweigen. Einige Platymiscium-Arten bieten eventuell auch Nahrung. Die Ameisen-Arten können aggressiv sein, einige sind es aber nicht. Die Ameisen schützen Platymiscium-Arten  im Gegenzug zum Beispiel vor Fressfeinden. Myrmekophyten sind Platymiscium trinitatis, Platymiscium filipes, Platymiscium floribundum, Platymiscium speciosum, Platymiscium pinnatum, Platymiscium gracile, Platymiscium darienense und Platymiscium dimorphandrum, von denen nur bei Platymiscium trinitatis die Internodien nicht hohl sind. Myrmekophile Platymiscium-Arten besitzen vermutlich meist Futterkörperchen. Da schon an der jungen Fiederblättern die Futterkörperchen von den Ameisen gesammelt werden können sie leicht übersehen werden, besonders bei Herbarmaterial. Futterkörperchen bei den drei Arten Platymiscium stipulare, Platymiscium gracile und Platymiscium darienense nicht gefunden, obwohl sie mit Ameisen assoziiert sind. Man vermutet mehrere mögliche Interaktionen von Platymiscium-Arten mit Ameisen: Nistplätze, Schutz gegen Räuber und Nahrung.
Die Bestäubung erfolgt vermutlich durch Bienen, da die Blüten, denen anderer von bienenbestäubten Arten der Familie Fabaceae ähnlich sind. Die Anthese der stark duftenden Blüten liegt während des Tages. In der Wand des Blütenbechers wird Nektar produziert. Das Saftmal auf der Fahne dient den Bestäubern zur Orientierung und die Flügel dienen als Ladeplatz. Es gibt Berichte von einigen Platymiscium-Arten, dass mehrere Bienenarten (Apiformes) unterschiedlichen Gattungen (beispielsweise Bombus, Centris, Xylocopa) die Blüten besuchen. An Platymiscium pubescens subsp. pubescens im brasilianischen Bundesstaat Minas Gerais wurden die Honigbiene (Apis mellifera) auf Futtersuche an den Blüten beobachtet. Insgesamt gibt es aber wenig Informationen über Bestäuber.
Die Ausbreitung der Diasporen erfolgt anemochor über die Flügelfrüchte (Samara).

Verbreitung der Gattung Platymiscium

## Standorte
Je nach Art liegen die Habitate in Trocken- oder Regenwäldern.

## Systematik und Verbreitung
Die Gattung Platymiscium gehört zur Tribus Dalbergieae in der Unterfamilie Faboideae innerhalb der Familie Fabaceae.
Die Gattung Platymiscium wurde im Jahr 1837 durch Julius Rudolph Theodor Vogel aufgestellt. Als Lectotypusart wurde 1959 Platymiscium floribundum Vogel durch Richard Sumner Cowan in Taxon, Volume 8, S. 59 festgelegt. Die einzige taxonomische Revision der Gattung Platymiscium erfolgte durch Klitgaard 2005.
Die Gattung Platymiscium ist in der Neotropis weitverbreitet. Die nördlichsten natürlichen Vorkommen liegen im nördlichen Mexiko 30° nördlicher Breite und die südliche Grenze bildet das südliche Brasilien 30° südlicher Breite. Zentren der Artenvielfalt sind Mexiko und das östliche Brasilien. Viele der Arten kommen nur in einem sehr begrenzten Areal vor, sind also endemisch.
Innerhalb der Gattung Platymiscium gibt es nach ILDIS (2010) etwa 33 Arten:
- Platymiscium albertinae Standl. & L.O.Williams: Sie kommt in Honduras vor.[8]
- Platymiscium blanchetii Benth.: Sie kommt im brasilianischen Bundesstaat Bahia vor.[8]
- Platymiscium cochabambense Rusby: Sie kommt in Bolivien vor.[8]
- Platymiscium cordatum Taub.
- Platymiscium darienense Dwyer: Sie kommt in Panama vor.[8]
- Platymiscium diadelphum S.F.Blake: Sie kommt in Venezuela vor.[8]
- Platymiscium dichotomum Benth.
- Platymiscium dimorphandrum Donn.Sm.: Sie ist in Zentralamerika von Mexiko über Guatemala, Belize, El Salvador, Honduras bis Nicaragua sowie Costa Rica verbreitet.[8]
- Platymiscium ellipticum Rusby: Sie kommt in Bolivien vor.[8]
- Platymiscium filipes Benth.: Sie kommt in Brasilien und Französisch-Guayana vor.[8]
- Platymiscium floribundum Vogel: Sie kommt im brasilianischen Bundesstaat Bahia vor.[8]
- Platymiscium fragrans Rusby: Sie kommt in Bolivien vor.[8]
- Platymiscium gracile Benth.: Sie kommt in Peru vor.[8]
- Platymiscium hebestachyum Benth.: Sie kommt in Kolumbien vor.[8]
- Platymiscium lasiocarpum Sandwith: Sie kommt in Mexiko vor.[8]
- Platymiscium latifolium Benth.
- Platymiscium luteum Benth.
- Platymiscium nitens Vogel: Sie kommt in Brasilien vor.[8]
- Platymiscium obtusifolium Harms: Sie kommt im brasilianischen Bundesstaat Bahia vor.[8]
- Platymiscium parviflorum Benth.: Sie kommt von Guatemala über Costa Rica bis Nicaragua vor.[8]
- Platymiscium piliferum Taub.
- Platymiscium pinnatum (Jacq.) Dugand: Es gibt zwei Unterarten:
  - Platymiscium pinnatum (Jacq.) Dugand subsp. pinnatum: Sie kommt in Trinidad und Tobago, Zentralamerika (Mexiko, Guatemala, Costa Rica, Panama), Venezuela und Kolumbien vor.[8][4]
  - Platymiscium pinnatum subsp. polystachyum (Benth.) Klitg.
- Platymiscium pleiostachyum Donn.Sm.: Sie kommt in Costa Rica vor.[8]
- Platymiscium praecox Benth.: Sie kommt im brasilianischen Bundesstaat Bahia vor.[8]
- Platymiscium pubescens Micheli: Sie kommt im brasilianischen Bundesstaat Bahia vor.[8]
- Platymiscium speciosum Vogel
- Platymiscium stipulare Benth.: Sie kommt in Peru vor.[8]
- Platymiscium trifoliolatum Benth.: Sie kommt in Mexiko vor.[8]
- Platymiscium trinitatis Benth. (Syn.: Platymiscium duckei Huber, Platymiscium duckei var. nigrum (Ducke) Ducke, Platymiscium nigrum Ducke): Sie ist in brasilianischen Bundesstaaten Amazonas sowie Para, in Französisch-Guayana, Guyana, Surinam und in Venezuela verbreitet.[8]
- Platymiscium ulei Harms (Syn.: Platymiscium paraense Huber): Sie kommt in Brasilien sowie Surinam vor.[8]
- Platymiscium urophyllum Harms
- Platymiscium yucatanum Standl.: Sie kommt von Mexiko bis Belize vor.[8]
- Platymiscium zehntneri Harms: Sie kommt im brasilianischen Bundesstaat Bahia vor.[8]

## Verwendung

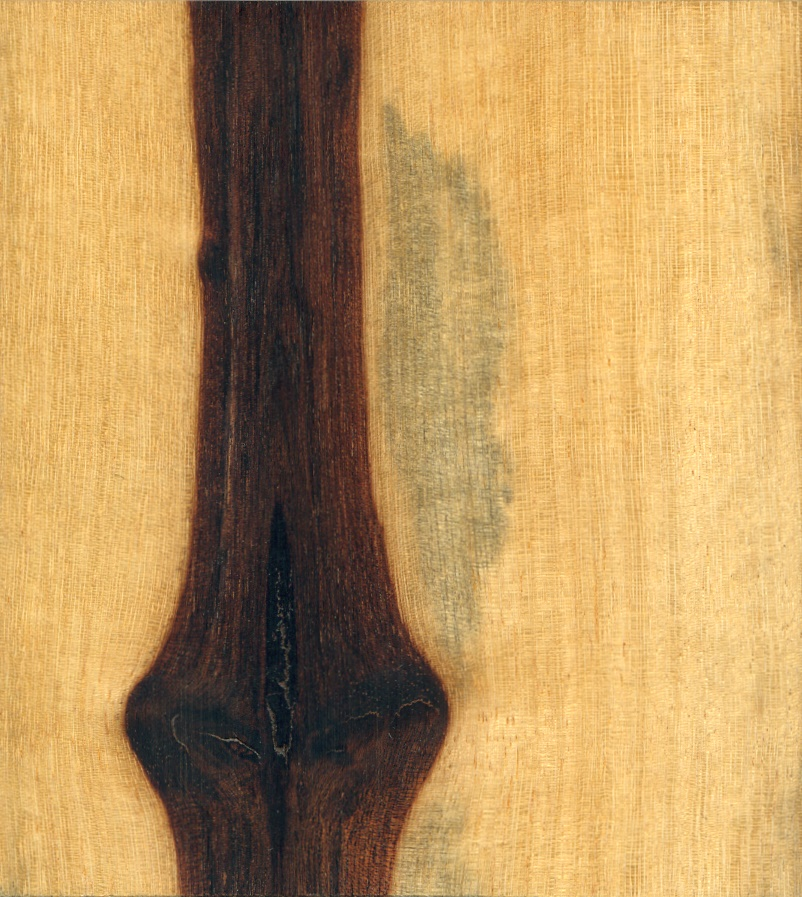
Holz von Platymiscium pleiostachyum

### Holzeigenschaften
Das Kernholz der Platymiscium-Arten ist von rötlicher bis brauner Färbung, teilweise mit dunkleren Farbstreifen. Der Splint ist hell und deutlich vom Kernholz abgesetzt. Anatomisch ist das Holz zerstreutporig aufgebaut und hat schmale Holzstrahlen. Das Axialparenchym kommt in marginalen Bändern und paratracheal (bei den Gefäßen) in aliformer (augenförmig) oder konfluenter (wellenförmig) Form vor.

### Holznutzung und -handel
Das Holz von Platymiscium-Arten wird vor allem im Herkunftsgebiet, der Neotropis, vielfältig genutzt und einige Arten gelten in ihren Ursprungsregionen als wichtige Wirtschaftsbaumarten z. B. Hormigo, Granadillo-Holz Platymiscium spp.; Platymiscium lasiocarpum, Platymiscium yucatanum, Platymiscium pleiostachyum, Platymiscium pinnatum, Platymiscium dimorphandrum, Platymiscium pinnatum, Platymiscium trinitatis, Platymiscium ulei. Weitere bekannte Handelsnamen sind Cristobal, Macacauba und Ñambar.
Die attraktive Färbung des Kernholzes macht es unter anderem beliebt für Schnitzereien. Eine besondere Verwendung ist die als Klangholz für Musikinstrumente. So werden zum Beispiel die Tasten von Marimbas daraus hergestellt. Weiterhin wird es für Möbel, Fußböden oder als dauerhaftes Konstruktionsholz im Hausbau verwendet.

## Washingtoner Artenschutzabkommen
Unter den Schutz des Washingtoner Artenschutzabkommens fällt auch eine Art der Gattung Platymiscium. Platymiscium pleiostachyum ist seit 1990 im Annex II gelistet, darf daher nur unter Auflagen gehandelt werden.